# Centroprom Beograd
Centroprom Beograd (code BELEX : CNPR) est une entreprise serbe qui a son siège social à Belgrade. Elle travaille dans le secteur de l'agroalimentaire.

## Histoire
Centroprom Beograd a été admise au libre marché de la Bourse de Belgrade le 23 juin 2005 ; elle en a été exclue le 21 janvier 2013 et a été admise au marché réglementé.

## Activités
Centroprom Beograd propose des fruits et des légumes congelés.

## Données boursières
Le 13 août 2013, l'action de Centroprom Beograd valait 885 RSD (7,76 EUR). Elle a connu son cours le plus élevé, soit 3 300 RSD (28,96 EUR), le 7 mai 2007 et son cours le plus bas, soit 835 RSD (7,32 EUR), le 1er décembre 2005.
Le capital de Centroprom Beograd est détenu à hauteur de 85,03 % par des entités juridiques, dont 70,05 par l'Atlas Group d.o.o..